# Lazar BVT-SR-8808
Le Lazar BVT-SR-8808-MRAP est un véhicule de transport de troupes ainsi qu'un véhicule de combat d'infanterie (selon la version) de fabrication serbe de type Véhicule de l'avant blindé ainsi que Mine Resistant Ambush Protected (MRAP). Il est nommé Lazar en référence à Lazar Hrebeljanović, un prince serbe et héros de la Bataille de Kosovo Polje en 1389. Le véhicule a été présenté au public en 2008.

## Description
Ce véhicule a été développé pour fournir à l'infanterie un véhicule adapté aux combats urbains et modernes. La coque en V installée sur le véhicule lui permet de se protéger contre la plupart des mines terrestres et EEI. Les sièges sont fixés au toit du véhicule et non sur le sol ce qui permet une meilleure survabilité des passagers en cas d'explosion par le dessous. Le blindage se compose de plaques de blindage en acier montées les unes sur les autres, cette configuration par plaques permet de réparer le véhicule rapidement si des plaques sont endommagées. Du blindage supplémentaire peuvent être rajouté notamment un blindage en matériaux composites ou un blindage réactif.
Le Lazar est équipé avec un système central de réglage de la pression des pneus. Le véhicule est également équipé d’un système d’informations de commandement et d’un système de navigation GPS. Le Lazar dispose de système de vision panoramique d’observation, il est équipé de caméras, de caméras thermiques et d’un télémètre laser.
Le Lazar a un équipage de trois personnes et peut emporter 10 soldats et leurs équipements. Les fantassins entrent et sortent du véhicule par les portes latérales et arrière et les trappes de toit. Les troupes disposent de leurs propres positions de tir et fenêtres d'observation et peuvent utiliser leurs armes personnelles.
Aux alentours de 2013 le Lazar II est présenté au public, celui-ci a plus une vocation à servir de transport de troupes blindé plutôt que de MRAP.

## Modularité
Le Lazar a été conçu pour servir de base à une large gamme de variantes. Il peut être configuré comme un véhicule de commandement, ambulance, génie, anti aérien, ou porte-mortier...
La tourelle du véhicule peut également emporter différents types d'armement, elle peut être manuelle ou téléopérée :
Fusil mitrailleur 7,62 mm
Fusil mitrailleur 12,7 mm
Canon 20 mm
Lance grenade automatique 30 mm
Des lance-fumigènes et un fusil mitrailleur coaxial peuvent également être installés,.